# 볼로트 베이셰날리예프
볼로트 베이셰날리예프(러시아어: Болот Бейшеналиев, 1937년 6월 25일 ~ 2002년 11월 18일)은 키르기스스탄의 배우이다.
1957년 키르기스 오페라 발레 극장 소속 배우로 데뷔했으며 1963년에는 타슈켄트 연극예술학교 과정을 졸업했다. 키르기스스탄의 영화 제작사인 키르기스필름(러시아어: Киргизфильм)에서 보조 감독으로 활동했고 키르기스스탄 정부로부터 인민예술가 칭호를 받았다.